# Wereldkampioenschap schaatsen allround kwalificatie 2003 (Noord-Amerika & Oceanië)
De vijfde editie van de Continentale kampioenschappen schaatsen voor Noord-Amerika & Oceanië werden gehouden op 25 en 26 januari 2003 in de Utah Olympic Oval te Salt Lake City, Verenigde Staten.
Vanaf de editie van 1999 was het aantal deelnemers aan het WK Allround door de ISU op 24 deelnemers vastgesteld. De startplaatsen werd voortaan per continent verdeeld. Voor Europa werd het EK allround tevens het kwalificatietoernooi voor het WK allround. Voor Azië en Noord-Amerika & Oceanië waren er door de ISU in 1999 speciaal kwalificatietoernooien voor georganiseerd.
In 2003 namen er uit Noord-Amerika acht mannen en zes vrouwen deel aan het WK allround.
| zaterdag 25 januari                                                     | zondag 26 januari                                                           |
| ----------------------------------------------------------------------- | --------------------------------------------------------------------------- |
| 500 meter vrouwen 3000 meter vrouwen 500 meter mannen 5000 meter mannen | 1500 meter vrouwen 5000 meter vrouwen 1500 meter mannen 10.000 meter mannen |

## Mannentoernooi
Er nam een recordaantal van veertien mannen aan deze vijfde editie deel. Zes uit Canada en de Verenigde Staten en voor het eerst nam er een deelnemer uit Mexico (Eric Kraan, die dertiende werd) en uit Australië (Richard Goerlitz, die op de 500m gediskwalificeerd werd en verder niet meer aan de startstreep kwam) deel aan de kwalificatie. De Amerikaan Shani Davis werd de derde winnaar van dit "Continentaal Kampioenschap". De top zeven van dit klassement nam ook deel aan het WK Allround. De als achtste geëindigde Canadees Philippe Morois viel als vijfde Canadees af als deelnemer aan het WK Allround vanwege het maximum van vier deelnemers per land. De als negende geëindigde Amerikaan Tim Hoffmann, de eerst volgende die in aanmerking kwam voor WK deelname, moest zijn plaats afstaan aan landgenoot Derek Parra die niet aan dit toernooi deelnam. KC Boutiette werd met zijn achtste plaats de hoogst geklasseerde en enige Noord-Amerikaan die de slotafstand schaatste op het WK Allround.

### Eindklassement
| Rang   | Schaatser        | Land             | Punten  | 500m       | 5000m        | 1500m        | 10.000m       |
| ------ | ---------------- | ---------------- | ------- | ---------- | ------------ | ------------ | ------------- |
| Goud   | Shani Davis      | Verenigde Staten | 152,711 | 36,36 (3)  | 6.32,95 (1)  | 1.46,40 (2)  | 13.51,81 (4)  |
| Zilver | Chris Callis     | Verenigde Staten | 153,058 | 35,94 (1)  | 6.36,37 (5)  | 1.45,84 (1)  | 14.04,02 (7)  |
| Brons  | KC Boutiette     | Verenigde Staten | 153,204 | 36,50 (4)  | 6.33,42 (2)  | 1.48,46 (7)  | 13.44,18 (1)  |
| 4      | Steven Elm       | Canada           | 153,812 | 37,25 (8)  | 6.33,94 (3)  | 1.47,54 (4)  | 13.46,44 (3)  |
| 5      | Kevin Marshall   | Canada           | 153,978 | 36,24 (2)  | 6.37,62 (6)  | 1.47,42 (3)  | 14.03,40 (6)  |
| 6      | Dustin Molicki   | Canada           | 154,073 | 36,83 (6)  | 6.39,16 (7)  | 1.48,08 (6)  | 13.46,02 (2)  |
| 7      | Mark Knoll       | Canada           | 155,083 | 37,43 (9)  | 6.34,33 (4)  | 1.49,46 (9)  | 13.54,68 (5)  |
| 8      | Philippe Marois  | Canada           | 157,474 | 37,91 (12) | 6.44,79 (9)  | 1.49,22 (8)  | 14.13,58 (8)  |
| 9      | Tim Hoffmann     | Verenigde Staten | 157,674 | 36,84 (7)  | 6.48,90 (11) | 1.48,00 (5)  | 14.38,88 (12) |
| 10     | Nate Dipalma     | Verenigde Staten | 157,738 | 37,60 (10) | 6.45,60 (10) | 1.49,57 (10) | 14.21,11 (9)  |
| 11     | Peter Volcic     | Canada           | 159,165 | 36,79 (5)  | 6.44,37 (8)  | 1.54,16 (12) | 14.37,71 (11) |
| 12     | Clay Mull        | Verenigde Staten | 159,474 | 37,84 (11) | 6.49,49 (12) | 1.51,37 (11) | 14.31,25 (10) |
| nc13   | Eric Kraan       | Mexico           | 137,270 | 43,05 (13) | 8.29,40 (13) | 2.09,84 (13) | -             |
| -      | Richard Goerlitz | Australië        | -       | diskw.     | ns           | -            | -             |

Vet gezet is kampioenschapsrecord 

## Vrouwentoernooi
Er namen twaalf vrouwen aan deze vijfde editie mee. Zes uit Canada en zes uit de Verenigde Staten. De Canadese Cindy Klassen werd de vierde winnares van dit "Continentaal Kampioenschap". Haar puntentotaal van 159,723 was een nieuw Wereldrecord op de kleine vierkamp. De als zesde geëindigde Canadese Kerry Simpson viel als vijfde Canadese af als deelneemster aan het WK Allround vanwege het maximum van vier deelneemsters per land. De als achtste geëindigde Amerikaanse Katie Krall, de eerst volgende die in aanmerking kwam voor WK deelname, moest haar plaats afstaan aan landgenote Jennifer Rodriguez die niet aan dit toernooi deelnam. Naast wereldkampioene Cindy Klassen eindigden ook Kristina Groves (4e), Jennifer Rodriguez (5e), Clara Hughes (6e) en Catherine Raney (8e) in de top tien op het WK Allround. De zesde Noord-Amerikaanse, Tara Risling, eindigde op de 13e plaats.

### Eindklassement
| Rang   | Schaatsster     | Land             | Punten     | 500m           | 3000m        | 1500m        | 5000m        |
| ------ | --------------- | ---------------- | ---------- | -------------- | ------------ | ------------ | ------------ |
| Goud   | Cindy Klassen   | Canada           | 159,723 WR | 38,84 (1)      | 4.02,37 (1)  | 1.54,63 (1)  | 7.02,78 (2)  |
| Zilver | Clara Hughes    | Canada           | 164,282    | 42,07 (10)     | 4.04,75 (2)  | 1.59,45 (3)  | 6.56,05 (1)  |
| Brons  | Kristina Groves | Canada           | 165,513    | 40,68 (7)      | 4.09,49 (4)  | 1.58,95 (2)  | 7.16,02 (4)  |
| 4      | Catherine Raney | Verenigde Staten | 165,939    | 41,45 (8)      | 4.06,69 (3)  | 2.00,03 (6)  | 7.13,64 (3)  |
| 5      | Tara Risling    | Canada           | 166,395    | 40,66 (6)      | 4.11,83 (5)  | 2.00,21 (7)  | 7.16,94 (5)  |
| 6      | Kerry Simpson   | Canada           | 168,136    | 39,55 (2)      | 4.21,03 (9)  | 1.59,88 (5)  | 7.31,21 (6)  |
| 7      | Tiffany Hughes  | Canada           | 169,416    | 40,53 (4)      | 4.17,97 (7)  | 2.01,78 (9)  | 7.32,98 (8)  |
| 8      | Katie Krall     | Verenigde Staten | 170,892    | 41,69 (9)      | 4.17,42 (6)  | 2.03,11 (12) | 7.32,63 (7)  |
| 9      | Erin Porter     | Verenigde Staten | 171,853    | 40,64 (5)      | 4.26,12 (11) | 2.01,81 (10) | 7.42,57 (10) |
| 10     | Eva Rodansky    | Verenigde Staten | 173,090    | 40,25 (3)      | 4.35,29 (12) | 1.59,84 (4)  | 7.50,13 (11) |
| 11     | Kristine Holzer | Verenigde Staten | 174,802    | 42,96 (11)     | 4.21,23 (10) | 2.02,60 (11) | 7.54,38 (12) |
| 12     | Maria Lamb      | Verenigde Staten | 219,442    | 1.26,94 * (12) | 4.20,39 (8)  | 2.01,11 (8)  | 7.37,34 (9)  |

Vet gezet is kampioenschapsrecord 

(* = gevallen)